# Tatrovický potok
Tatrovický potok pramení u osady Poušť v Krušných horách v kopcích nad obcí Tatrovice. Potok vzniká soutokem několika menších potůčků.

## Obecně
Nad obcí Tatrovice se nachází přehrada Tatrovice, sloužící jako zásobárna technologické vody pro průmyslový komplex Sokolovské uhelné ve Vřesové. Voda z přehrady je vedena spodní výpustí hráze do manipulačního domku pod hrází a přes MVE do koryta potoka. Malá vodní elektrárna je ve dvou objektech osazena třemi Bankiho turbinami. Na pravém břehu je po 150 metrů pod hrází voda z jímána do potrubí a vedena do průmyslového komplexu ve Vřesové.
- Potok má několik menších přítoků, významnějším je Černý potok uměle zaústěný nad usazovací nádrží ve Vřesové.
- Délka toku je cca 15 km.
- Na dolním toku je potok regulován do betonového koryta (přeložka kvůli Smolnické výsypce a plavišti popílku). Potok tekl původně o cca 2 km východněji a meandroval.
- U osady Stará Chodovská ústí do Chodovského potoka.
- Případné povoďnové stavy se projevují v horní části místními rozlivy a jsou pojímány přehradou Tatrovice, na spodním toku je z větší části tok veden velkokapacitními koryty. U osady Stará Chodovská dochází k místnímu bezproblémovému rozlivu a přetoku na dočišťovací nádrž z průmyslového komplexu Sokolovské uhelné ve Vřesové.